# Dionycha
Dionycha – klad pająków z infrarzędu pająków wyższych.
W linii ewolucyjnej Dionycha nastąpiła silna redukcja lub całkowity zanik trzeciego, nieparzystego pazurka na odnóżach. Stopy zwieńczone są dwoma pazurkami, którym towarzyszą przypazurkowe kępki włosków (ang. claw tufts), będące specyficznymi skopulami. Kępki te zawierają gęsto upakowane szczecinki. Zwiększają one tarcie, ułatwiając poruszanie się po gładkich powierzchniach oraz chwytanie i przytrzymywanie ofiary. W grupie tej dominują pająki aktywnie polujące, niebudujące sieci łownych.
Zakres taksonów włączanych w skład Dionycha zmieniał się wielokrotnie. Zanik trzeciego pazurka następował niezależnie także w innych liniach ewolucyjnych, których przynależności do kladu Dionycha nie potwierdziły molekularne analizy filogenetyczne.
Według wyników molekularno-morfologicznej analizy Guilherme’a Azevedy z 2022 roku do kladu tego należą rodziny:
- Anyphaenidae – motaczowate
- Cheiracanthiidae – zbrojnikowate
- Cithaeronidae
- Clubionidae – aksamitnikowate
- Corinnidae
- Gallieniellidae
- Gnaphosidae – worczakowate
- Lamponidae
- Liocranidae – obniżowate
- Miturgidae – trawnikowcowate
- Philodromidae – ślizgunowate
- Phrurolithidae
- Prodidomidae
- Salticidae – skakunowate
- Selenopidae
- Trachelidae
- Trachycosmidae
- Trochanteriidae
- Xenoctenidae
- Viridasiidae